# Richard Dindo
Richard Dindo   (Zúric, 5 de juny de 1944 - 19è districte de París, 12 de febrer de 2025) va ser un documentalista suís d'origen italià. Va viure a Zúric i a París. A causa de la seva investigació meticulosa i emocionalment compromesa, també se'l va anomenar «cineasta de defensa».

## Biografia
Criat com a fill d'un obrer de la construcció d'origen italià que va néixer a Zúric, va treballar en una oficina després de l'escola primària i secundària. El 1966 es va traslladar a París, on dos anys més tard es va enfrontar al Maig de París. Aquesta trobada va tenir un fort impacte en ell.
Com a autodidacte, va començar la seva tasca de documental i va debutar l'any 1970 amb Die Wiederholung, on dos joves s'assabenten del moviment obrer i sindical suís de la mà d'un vell company. Die Erschiessung des Landesverräters Ernst S. va provocar un escàndol sobre un seguidor nazi condemnat, una acusació provocativa contra l'estat i la justícia del passat i del present. En tres pel·lícules (Schweizer im Spanischen Bürgerkrieg, Raimon – Lieder gegen die Angst i El suizo - un amour en Espagne) Dindo va tractar el franquisme a part. A Max Haufler, "Der Stumme" va investigar el suïcidi de l'actor i director Max Haufler.
Juntament amb Fredi M. Murer i Alexander J. Seiler, va ser un dels cineastes més influents del cinema suís d'aquella època. Destacà per una recerca intensiva i una reconstrucció acurada, així com per un compromís polític manifest.
El seu documental Grüninger's Fall (1997) sobre el policia suís i ajudant de fugida Paul Grüninger va ser nominat al Swiss Film Award el 1998.

## Filmografia
- Le Voyage de Bashô  (2018)
- Homo Faber (drei Frauen) (2014)
- Vivaldi in Venedig  (2013)
- The Marsdreamers (2010)
- La maternité des HUG (2007)
- Gauguin à Tahiti et aux Marquises (2009)
- Wer war Franz Kafka? (2005)
- Trois jeunes femmes (entre la vie et la mort) (2004)
- Aragon: le roman de Matisse (2003)
- Ni olvido ni perdón (2003)[4]
- La maladie de la mémoire (2002)
- Verhör und Tod in Winterthur (2002)
- Genet à Chatila (1999)
- HUG – L'hôpital cantonal universitaire de Genève (1998)
- Grüningers Fall (1997)
- Une saison au paradis (1996)
- Ernesto «Che» Guevara: le Journal de Bolivie (1994)
- Charlotte, vie ou théâtre? (1992)
- Arthur Rimbaud, une biographie (1991)
- Dani, Michi, Renato & Max (1987)
- Max Haufler, «Der Stumme» (1983)
- El suizo – un amour en Espagne (1986)
- Max Frisch, Journal I-III (1981)
- Hans Staub, Fotoreporter (1978)
- Clément Moreau, der Gebrauchsgrafiker (1978)
- Raimon - Lieder gegen die Angst (1977)
- Die Erschiessung des Landesverräters Ernst S. (1977)
- Schweizer im spanischen Bürgerkrieg (1974)[5]
- Naive Maler in der Ostschweiz (1972)